# أوقست بيلمونت جونيور
أوقست بيلمونت جونيور (بالإنجليزية: August Belmont, Jr.) هو خبير مالي أمريكي، ولد في 18 فبراير 1853 في نيويورك في الولايات المتحدة، وتوفي في 10 ديسمبر 1924 في مانهاتن في الولايات المتحدة.

## وصلات خارجية
- أوقست بيلمونت جونيور على موقع الموسوعة البريطانية (الإنجليزية)